# Tunnel St. Clair

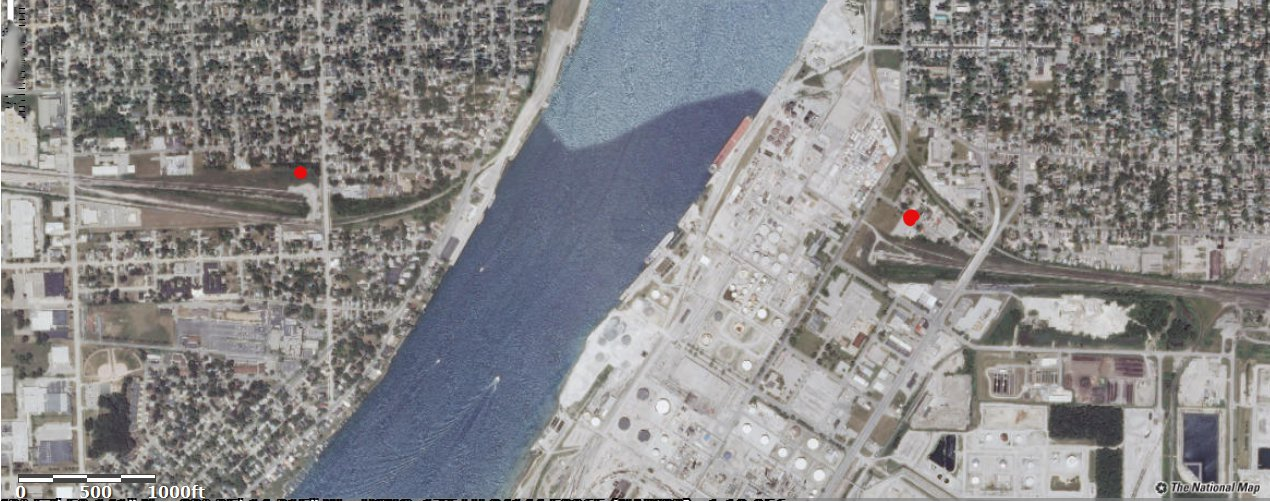
Les deux entrées du tunnel (marqués par les points rouges). Le Michigan est à la gauche, l'Ontario à la droite.

Le Tunnel St Clair est un tunnel ferroviaire reliant le Canada et les États-Unis à Sarnia, en Ontario, et Port Huron, au Michigan sous la rivière Sainte-Claire, a ouvert officiellement le 19 septembre 1891.

## Détails techniques et historiques
Construit par le Grand Tronc, le premier tunnel mesure 4 km de long incluant les approches, 1 836 m d'un portail à l'autre. Il se trouve 697 m sous la rivière.
Un deuxième tunnel a été construit par le Canadien National plus de 100 ans plus tard, de 1993 à 1995. Le nouveau tunnel est situé immédiatement au nord de l'original. La construction du nouveau tunnel fera l'utilisation des approches existantes à chaque extrémité de l'ancien projet. Il mesure 1,8 km de long et 8,4 m de diamètre. Ce tunnel a été construit pour accueillir des trains de conteneurs double-stack.

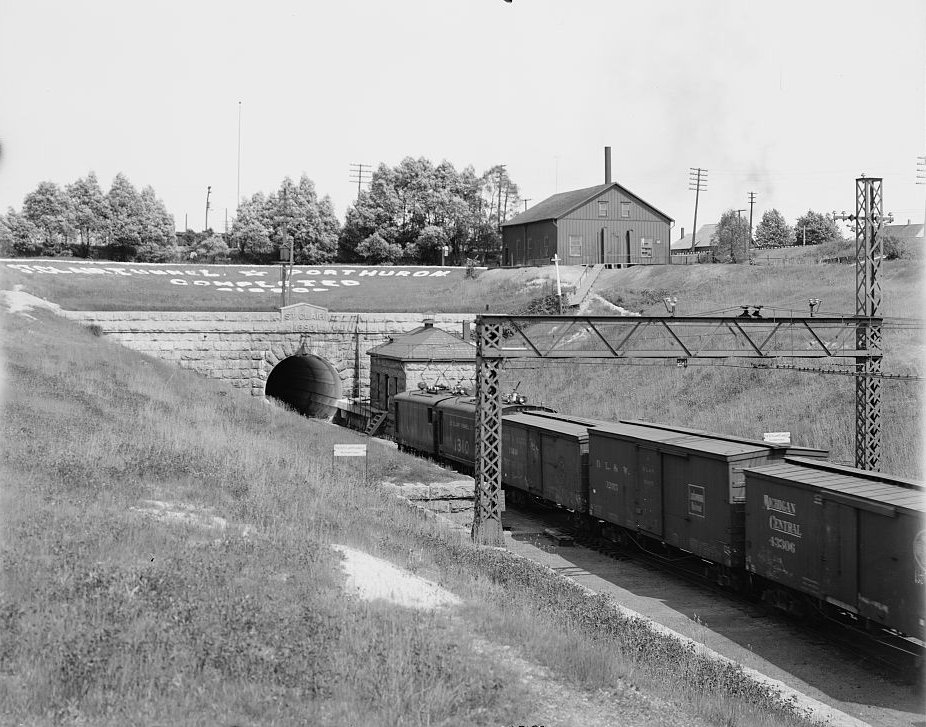
Un train entrant le tunnel (de la période 1900-1915), tiré par des locomotives électriques
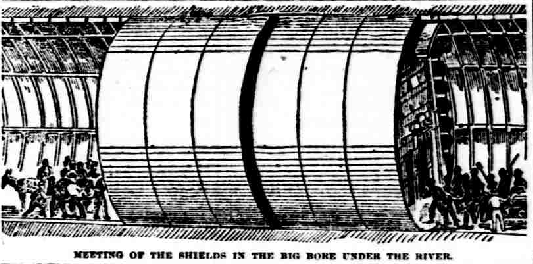
La rencontre des boucliers au centre du tunnel, pour la construction du premier tunnel.
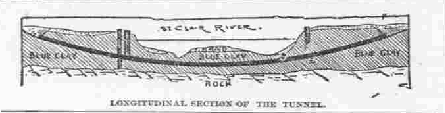
Représentation du tunnel